# No One Lives
No One Lives és una pel·lícula de terror estatunidenca del 2012 dirigida per Ryuhei Kitamura. És protagonitzada per Luke Evans i Adelaide Clemens. La pel·lícula es va estrenar al Festival Internacional de Cinema de Toronto el 8 de setembre de 2012 i va tenir una estrena limitada el 10 de maig de 2013.

## Argument
Mentre viatja a través del país, una parella (Betty i un home no identificat conegut com "Conductor") es troben amb una banda de lladres. El grup, liderat per Hoag, està format pel germà de Hoag Ethan, la seva filla Amber, la xicota Tamara, el xicot d'Amber Denny i el violent Flynn. Sospitant que la parella és rica i volent redimir-se per un robatori que va fallar abans, Flynn els segresta i fa que Ethan els interrogui per accedir als seus diners. No obstant això, la Betty se suïcida tallant-se la gola amb un ganivet que Ethan sostenia contra el seu coll, cosa que fa que el conductor es tregui de les seves manilles i mati l'Ethan.
Mentrestant, Flynn, després d'haver portat el cotxe del conductor a l'amagatall del grup, troba una noia al maleter del vehicle. Amber, després de veure un programa de crim real, s'adona que la noia és Emma Ward, una rica hereva que va desaparèixer després que 14 dels seus amics fossin assassinats en una festa, i l'home segrestat és el responsable de la massacre. Seguint les ordres d'en Hoag, Denny i Tamara es dirigeixen a la benzinera per contactar amb Ethan, només per trobar els cossos d'ell i de la Betty i el conductor desaparegut. Porten el cadàver d'Ethan al seu amagatall i, sense voler, porten al conductor, que s'ha amagat dins del cadàver.
El conductor comença el seu assalt contra els lladres capturant Hoag, mentre que Denny és ferit per trampes explosives que el conductor ha instal·lat a la casa. El conductor tortura a Hoag, tallant-li l'orella com a trofeu i finalment matant-lo en una picadora de carn. Amb la furgoneta del grup explotada pel conductor, Denny s'ofereix per fer funcionar el seu vell Jeep, ja que està sagnant. Tot i que ho aconsegueix, el conductor l'empeny al motor del cotxe obert, destrossant-li la cara i ruixant l'Amber amb sang. Ella fuig, i el conductor la persegueix. Els altres senten el soroll i es dirigeixen al graner per agafar el Jeep. El conductor llança una dalla a l'Amber, perforant-li el pulmó. La deixa morir quan s'adona que la resta de la colla s'escapa. No obstant això, Flynn colpeja accidentalment l'Amber amb el Jeep quan ensopega a la carretera.
Després de deixar a Denny a l'hospital, Flynn, Tamara i Emma es dirigeixen a un motel per passar la nit. Quan Flynn utilitza la targeta de crèdit del conductor per pagar una habitació, fa que, sense voler, el propietari del motel Harris truqui a la policia, ja que el conductor s'havia registrat prèviament al mateix motel. El propi conductor també arriba al motel i gairebé estrangula la Tamara fins a la mort a la dutxa, però s'atura quan sent que Flynn dispara al xèrif responent a la trucada d'en Harris. Flynn descobreix la Tamara, i quan ella el sobresalta, mata a Tamara, cosa que fa que l'Emma intenti escapar. Tot i que Flynn aconsegueix aturar-la, el conductor és atropellat en un cotxe de policia. Emma fuig a una ferralla propera.
Quan el conductor s'enfronta a l'Emma, ella el colpeja amb una canonada metàl·lica. Flynn apareix amb una escopeta, i el conductor allunya l'Emma del camí, rebent un tret al pit amb una escopeta per part de Flynn. El conductor sobreviu gràcies a la seva armilla de Kevlar, cosa que provoca una baralla entre els dos. Finalment, Flynn aconsegueix agafar la seva arma, però l'Emma l'elimina abans que pugui disparar-la. L'Emma, explicant-li que vol ser qui mati el conductor, intenta disparar-li, però l'arma de foc no funciona perquè no s'havia bombejat un nou projectiñ a la cambra. Impressionat, el conductor talla un dispositiu de seguiment que va col·locar dins del seu estómac i l’allibera. Llavors acaba amb Flynn amb una escopeta a la cara i també dispara a Harris per saber el seu nom real.
L'endemà, el conductor assassina a Denny al llit de l'hospital mentre es disfressa de metge. Quan se'n va, nota que l'Emma és portada a l'hospital amb una llitera. Li toca el braç abans de marxar mentre té cura d'evitar la mirada de les càmeres de l'equip de notícies enfocades a l'Emma.

## Repartiment
- Luke Evans com a conductor
- Adelaide Clemens com a Emma Ward
- Lee Tergesen com a Hoag
- Derek Magyar com a Flynn
- America Olivo com a Tamara
- Beau Knapp com a Denny
- Lindsey Shaw com a Amber
- Brodus Clay com Ethan
- Laura Ramsey com a Betty
- Gary Grubbs com a Harris

Andrea Frankle, Rob Steinberg, Jake Austin Walker i Dalton E. Gray retraten la família que és assassinada per Flynn.

## Llançament
Després de l'estrena de la pel·lícula a Toronto, Anchor Bay Films va obtenir els drets de distribució per estrenar la pel·lícula a les sales d'Amèrica del Nord, el Regne Unit i Austràlia i per gestionar el llançament del vídeo casolà a diverses plataformes. La pel·lícula té una qualificació R per a una forta violència sagnant, imatges inquietants, llenguatge groller i una mica de sexualitat/nuesa. El 13 d'abril de 2013, es va publicar un tráiler de la banda vermella de la pel·lícula. Als Estats Units, la pel·lícula es va estrenar a ciutats selectes (Nova York, Los Angeles, Chicago, San Francisco, Dallas, Filadèlfia, Miami, Boston, Detroit, Houston i Baltimore).

## Recepció

### Resposta crítica
El lloc web d'agregació de ressenyes Rotten Tomatoes té una puntuació d'aprovació del 48% basada en 41 ressenyes amb una puntuació mitjana de 4,9/10. La pel·lícula es va estrenar al Festival Internacional de Cinema de Toronto de 2012 el 8 de setembre de 2012 i va rebre primeres crítiques diverses. El crític William Brownridge va escriure: "Completament inútil i plena de diàlegs estranys, No One Lives encara aconsegueix ser una de les pel·lícules més entretingudes del món. Aquesta és una pel·lícula que es gaudeix millor entre una multitud d'aficionats al gènere. Extremadament violenta. i sagnant, el públic animarà mentre el conductor elimina la colla un rere l'altre. El títol no és només un suggeriment, és una regla, i veure la bogeria que esclata de la pantalla segur que agradarà a la gent que busca acció sense parar i violència sagnant."
El Toronto Star va dir: "Tot i que algunes parts són deliberadament camp, la producció de baix pressupost es dirigeix cap a l'aficionat i alguns dels talls de salt fan que sembli que s'ha editat amb un interruptor. O fet amb un ganivet de mantega."
Un crític de Shocktillyoudrop.com va escriure: "Encara que no hi hagi res a destacar, amb 78 minuts sense crèdits i amb molta carnisseria exagerada que us farà retorçar-vos, aquest és un entreteniment sense sentit ben fet. Feta de manera ràpida i eficaç abans de un dia, de vegades és tot el que es pot demanar", i dóna una puntuació de 6.

### Taquilla
No One Lives es va estrenar el 10 de maig de 2013 a 53 sales i el cap de setmana d'obertura va recaptar 149.800 dòlars, per una mitjana de 1.902 dòlars per sala. El 19 de maig de 2013, la pel·lícula havia recaptat 974.998 dòlars. El pressupost de la pel·lícula va ser d'uns 1.600.000 dòlars. Va funcionar millor que alguns altres llançaments limitats d'altres WWE Studios, com ara The Day, Legendary,  The Reunion i The Chaperone.

## Mitjans domèstics
La pel·lícula es va estrenar en DVD/Blu-ray el 20 d'abril de 2013.